# Он (Канталь)
Он (фр. и окс. Omps) — коммуна во Франции, находится в регионе Овернь. Департамент — Канталь. Входит в состав кантона Сен-Маме-ла-Сальвета. Округ коммуны — Орийак.
Код INSEE коммуны — 15144.
Коммуна расположена приблизительно в 450 км к югу от Парижа, в 120 км юго-западнее Клермон-Феррана, в 14 км к западу от Орийака.

## Население
Население коммуны на 2008 год составляло 302 человека.
| 1962 | 1968 | 1975 | 1982 | 1990 | 1999 | 2008 |
| ---- | ---- | ---- | ---- | ---- | ---- | ---- |
| 264  | 275  | 248  | 246  | 223  | 275  | 302  |

## Администрация
| Период | Период | Фамилия     | Партия | Примечания |
| ------ | ------ | ----------- | ------ | ---------- |
| 2001   | 2008   | Жизель Соль |        |            |
| 2008   |        | Анри Остен  |        |            |

## Экономика
В 2007 году среди 183 человек в трудоспособном возрасте (15—64 лет) 150 были экономически активными, 33 — неактивными (показатель активности — 82,0 %, в 1999 году было 71,0 %). Из 150 активных работали 142 человека (73 мужчины и 69 женщин), безработных было 8 (5 мужчин и 3 женщины). Среди 33 неактивных 8 человек были учениками или студентами, 13 — пенсионерами, 12 были неактивными по другим причинам.

## Достопримечательности
- Замок Ла-Плаз (1783 год). Памятник истории с 2002 года[3]

## Фотогалерея

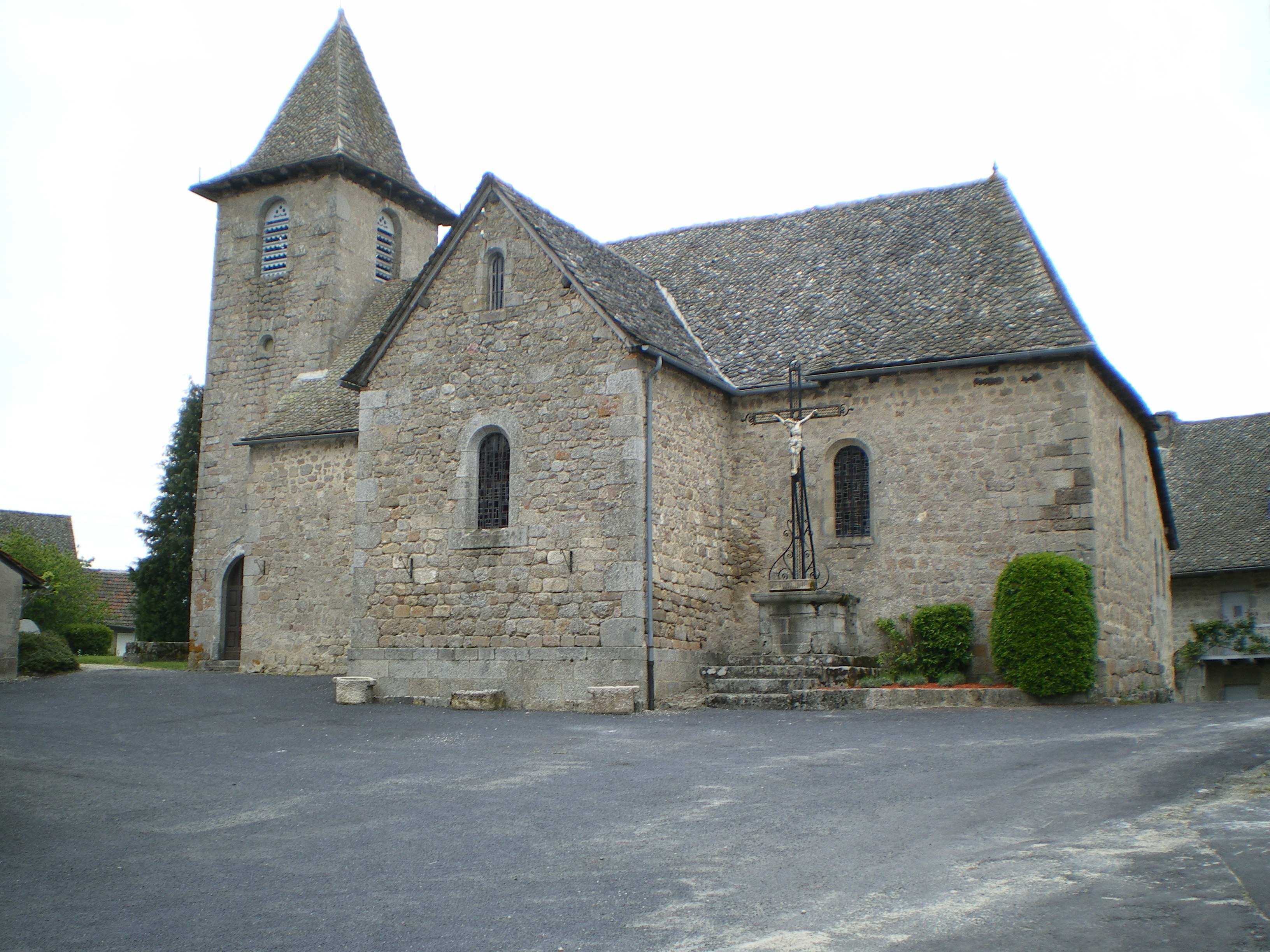
Церковь
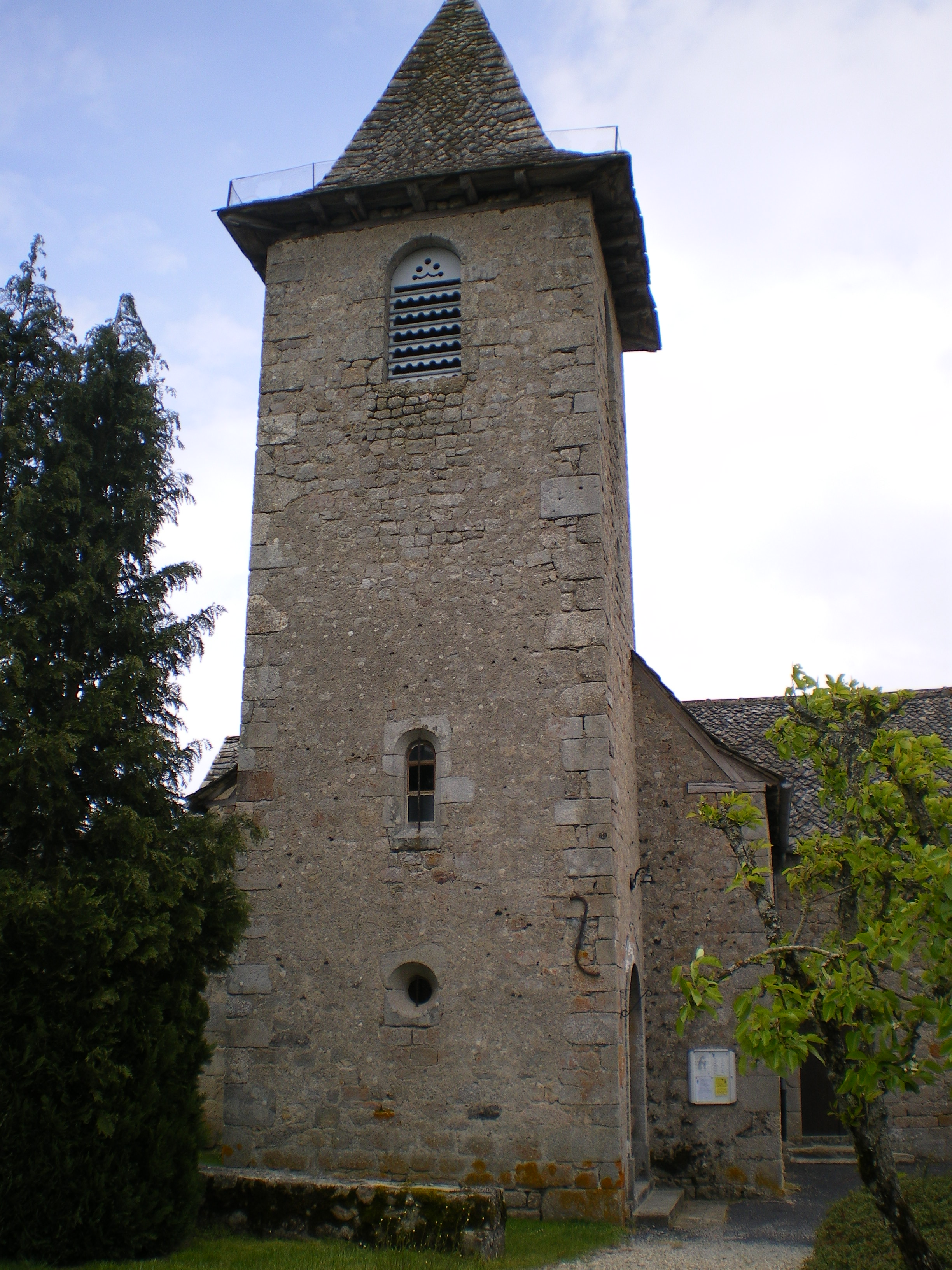
Церковь
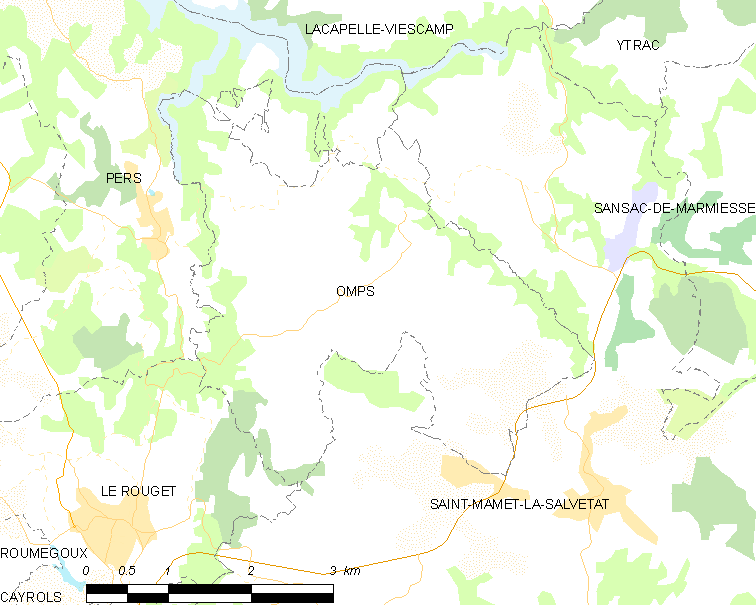
Карта коммуны